# Авила, Эсекьель
Луис Эсекьель "Чими" Авила (исп. Luis Ezequiel "Chimy" Ávila; род. 6 февраля 1994[…], Росарио, Санта-Фе) — аргентинский футболист, нападающий испанского клуба «Реал Бетис».

## Карьера
Эсекьель Авила начинал заниматься футболом в аргентинском клубе «Тиро Федераль», за который он выступал в Примере B Насьональ, а затем и в Торнео Архентино A.
В начале февраля 2015 года Авила перешёл в клуб аргентинской Примеры А «Сан-Лоренсо». 19 апреля того же года он дебютировал в главной аргентинской лиге, выйдя на замену в гостевом матче с «Альдосиви». 25 марта 2017 года Эсекиэль Авила забил свой первый гол на высшем уровне, отметившись в конце домашнего поединка против «Кильмеса».
В середине 2017 года аргентинец на правах аренды стал футболистом команды испанской Сегунды «Уэска».